# Copris caliginosus
Copris caliginosus är en skalbaggsart som beskrevs av Kohlmann, Cano och Juan A. Delgado 2003. Copris caliginosus ingår i släktet Copris och familjen bladhorningar. Inga underarter finns listade i Catalogue of Life.